# Leucophenga fenestrata
Leucophenga fenestrata är en tvåvingeart som beskrevs av Oswald Duda 1927. Leucophenga fenestrata ingår i släktet Leucophenga och familjen daggflugor. Inga underarter finns listade i Catalogue of Life.